# Eulophiinae
Eulophiinae es una subtribu de la subfamilia Epidendroideae perteneciente a la familia Orchidaceae. 
Su nombre se deriva del género Eulophia.
La subtribu incluye de acuerdo a la fuente de 6 a 13 géneros y aproximadamente 320 especies de orquídeas epífitas.

## Taxonomía y filogenia
La subtribu Eulophiinae fue incluida por Mark Wayne Chase et al en 2003 en una tribu ampliada de Cymbidieae.
Tradicionalmente, la subtribu tiene seis géneros: Cyanaeorchis, Dipodium, Eulophia, Geodorum, Oeceoclades y Pteroglossaspis, pero Mark Wayne Chase et al añade siete géneros relacionados con ella.

## Géneros
- Acriopsis  - está en Cymbidiinae
- Acrolophia  - está en Cyrtopodiinae
- Ansellia  - está en Cymbidiinae
- Cymbidiella  - está en Cyrtopodiinae
- Cyanaeorchis  -
- Dipodium  -
- Eulophia  -
- Eulophiella  -
- Geodorum  -
- Grammangis  -
- Oeceoclades  -
- Paralophia
- Thecopus  - está en Cymbidiinae
- Thecostele - está en Cymbidiinae

### Especies

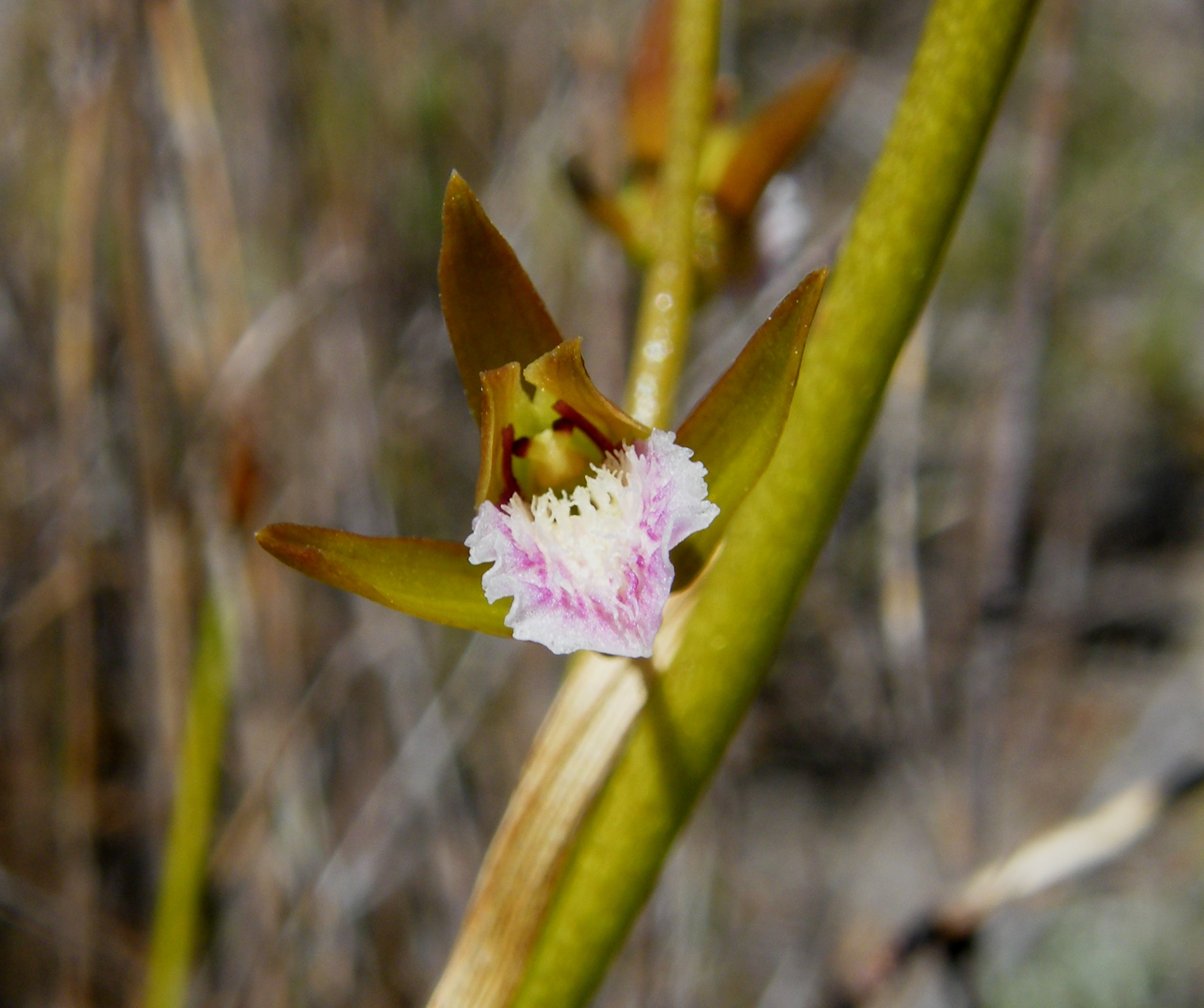
Acrolophia lamellata
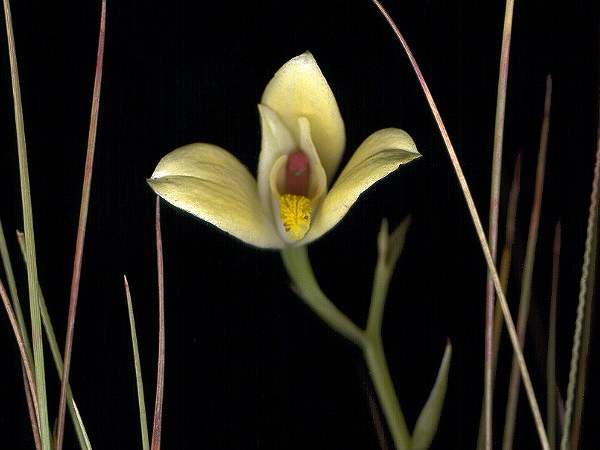
Cyanaeorchis arundinae
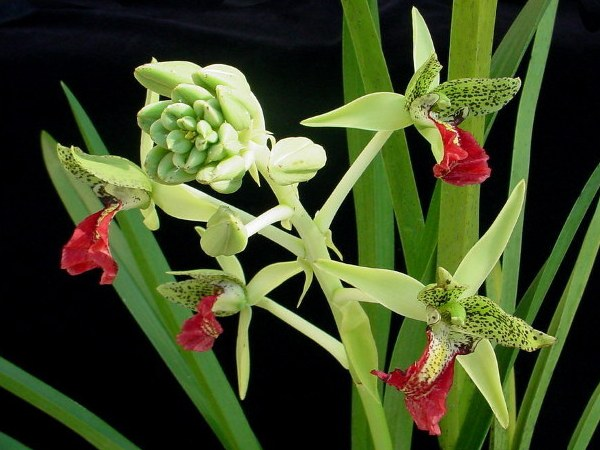
Cymbidiella pardalina
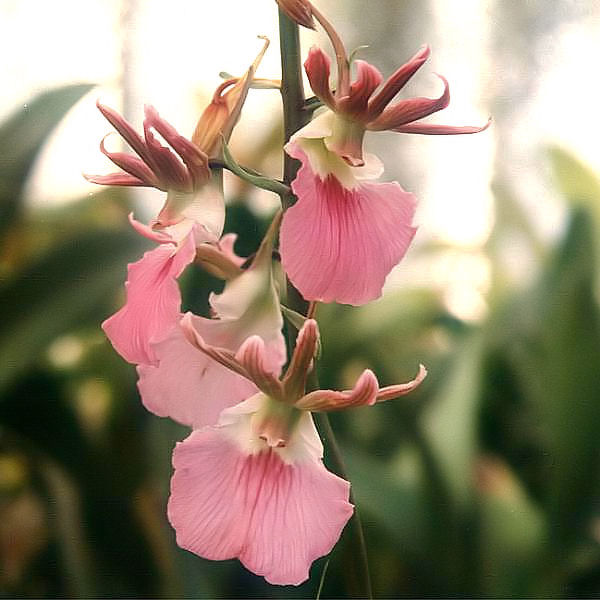
Eulophia guineensis
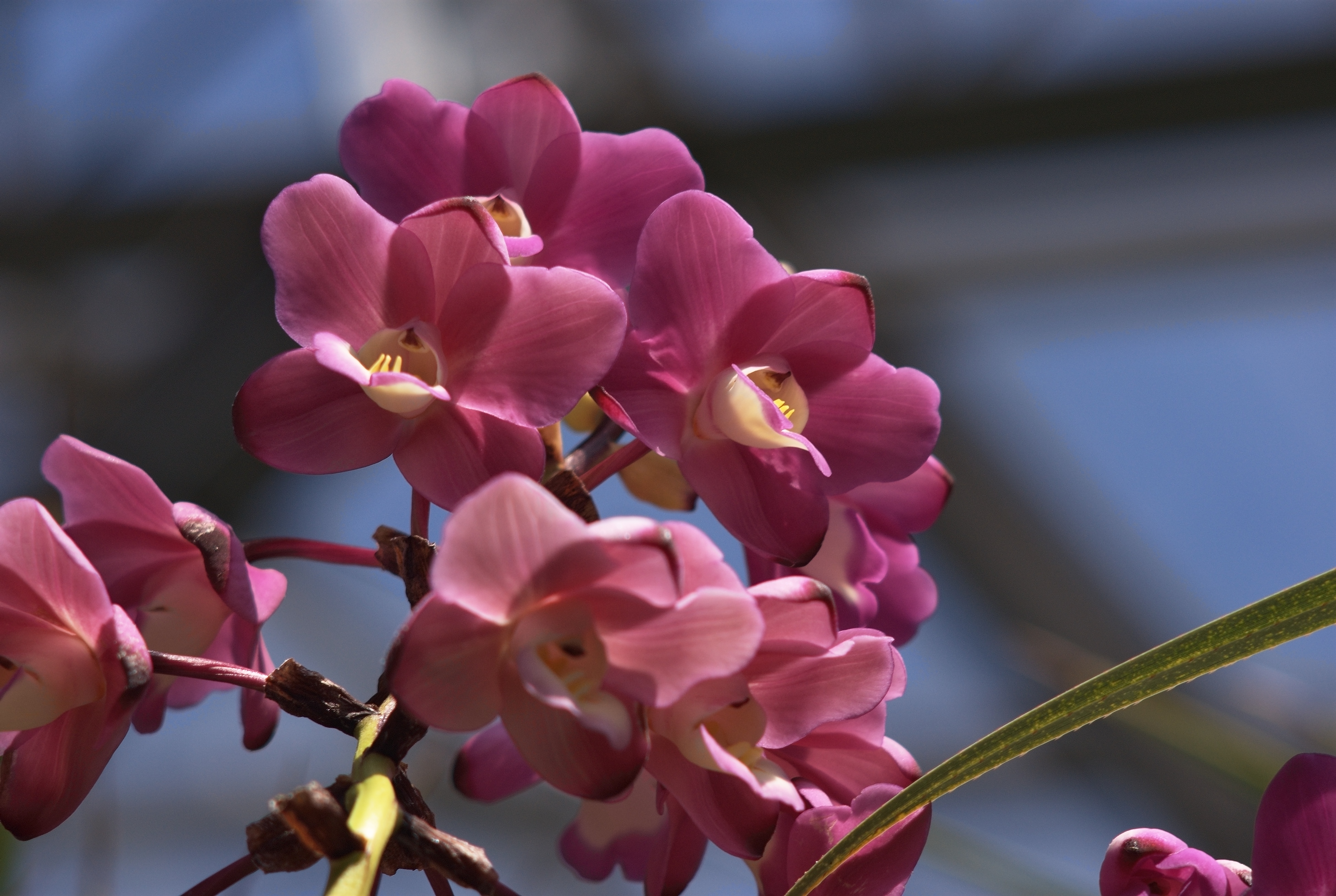
Eulophiella roempleriana
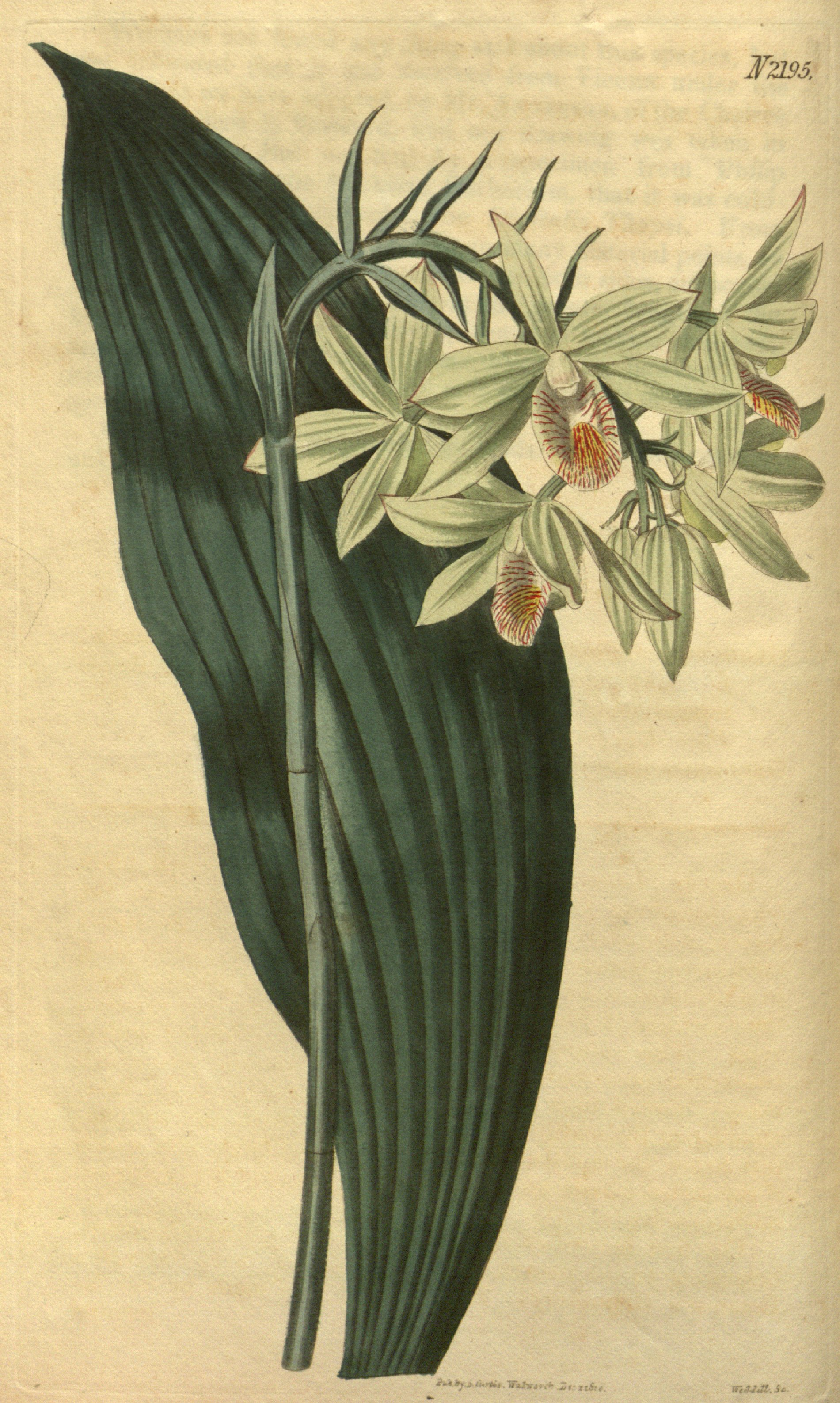
Geodorum citrinum
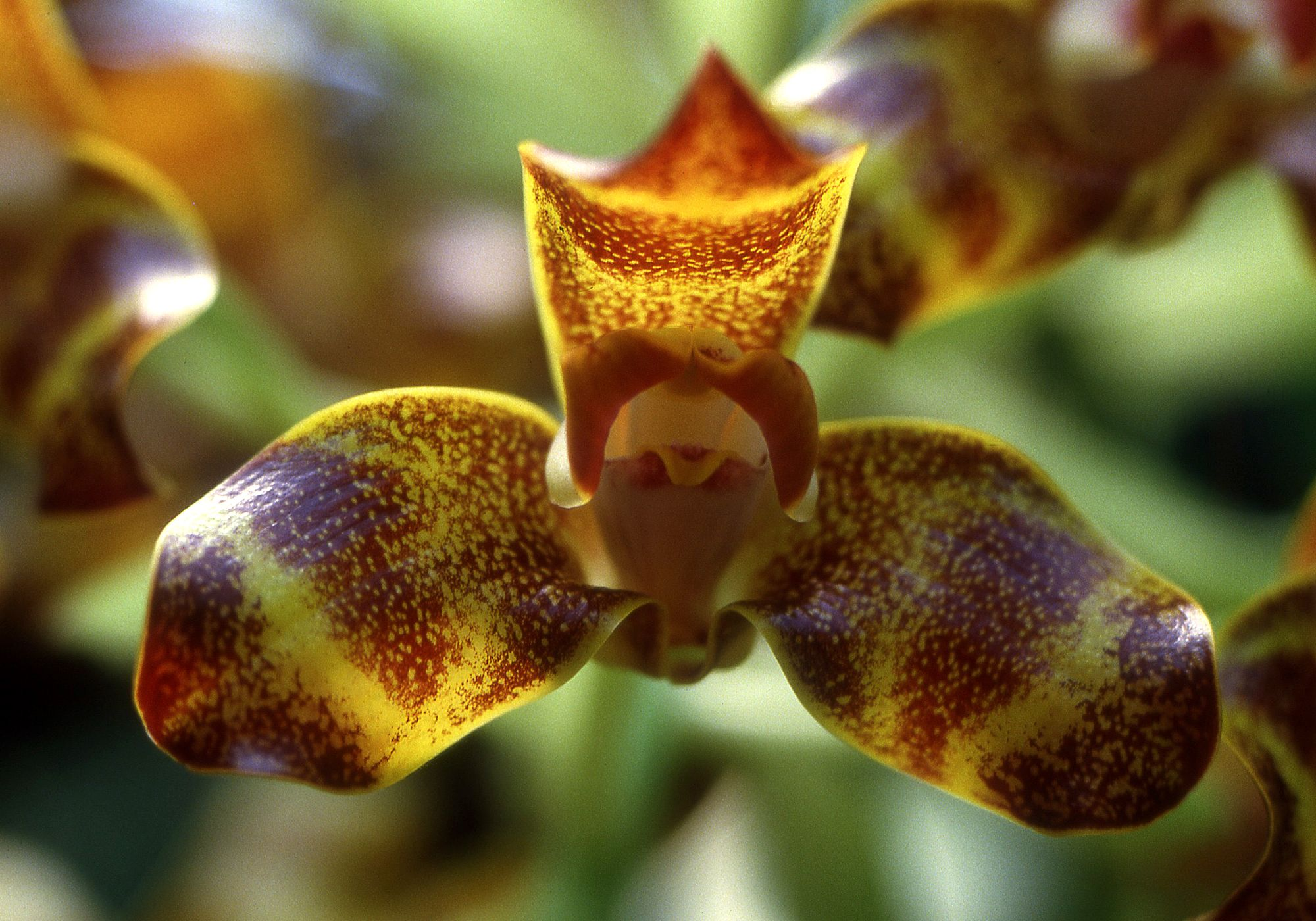
Grammangis ellisii
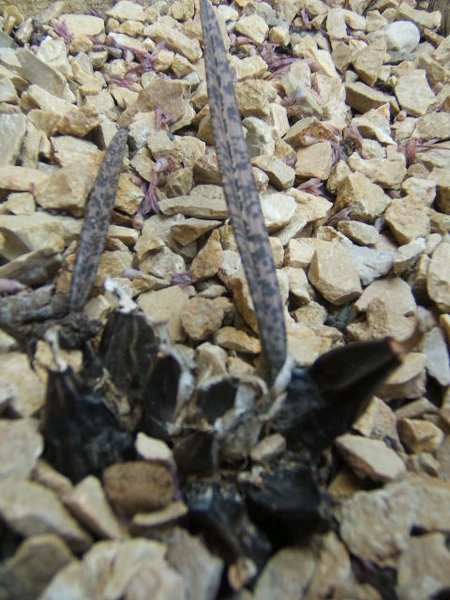
Oeceoclades decaryana